# متحف خيوس البيزنطي
متحف خيوس البيزنطي هو متحف في خيوس (جزيرة)، اليونان، يقع في مسجد عثماني كان يُعرف باسم مسجد مجيدية.

## التاريخ
أطلق على المسجد اسم مسجد مجيدية، وتم بناؤه في القرن التاسع عشر على يد السلطان عبد المجيد الأول. خلال الأعوام من 2006 إلى 2010 خضع المتحف لأعمال ترميم، لذا ظل مغلقًا. يضم المتحف في ساحته منحوتات مسيحية وبيزنطية، بالإضافة إلى معروضات من العصرين الجنوي والعثماني في تاريخ خيوس.

## أنظر أيضا
- الإسلام في اليونان
- قائمة المساجد في اليونان